# Przełęcz nad Porębą
Przełęcz nad Porębą – przełęcz górska, położona na wysokości 690 m n.p.m. w południowo-zachodniej Polsce, w Górach Bystrzyckich, w Sudetach Środkowych.
Przełęcz położona jest około 5,0 km na południowy zachód od miejscowości Długopole-Zdrój, na Obszarze Chronionego Krajobrazu Gór Bystrzyckich i Orlickich, w południowej części Gór Bystrzyckich, po południowej stronie wzniesienia Jagodna.
Przełęcz nad Porębą to szerokie bezleśne siodło o łagodnych skrzydłach i stromym północno-wschodnim podejściu, niegłęboko wcięte w piaskowcowe podłoże między masyw Jagodnej (977 m n.p.m.) a masyw Czerńca (891 m n.p.m.). Przełęcz stanowi punkt widokowy na panoramę Rowu Górnej Nysy i Góry Orlickie.
Na przełęczy położone jest skrzyżowanie drogi lokalnej, prowadzącej północno-wschodnim podejściem z Bystrzycy Kłodzkiej do Spalonej, z widokową drogą wojewódzką nr 389, tzw. Autostradą Sudecką, prowadzącą z przełęczy Polskie Wrota do Międzylesia. Przed 1945 rokiem drogę tę nazywano Autostradą Göringa.

## Turystyka
Przez przełęcz prowadzi szlak turystyczny:
- – niebieski odcinek szlaku prowadzący z Przełęczy Spalonej do Międzylesia.